# Raul Roco

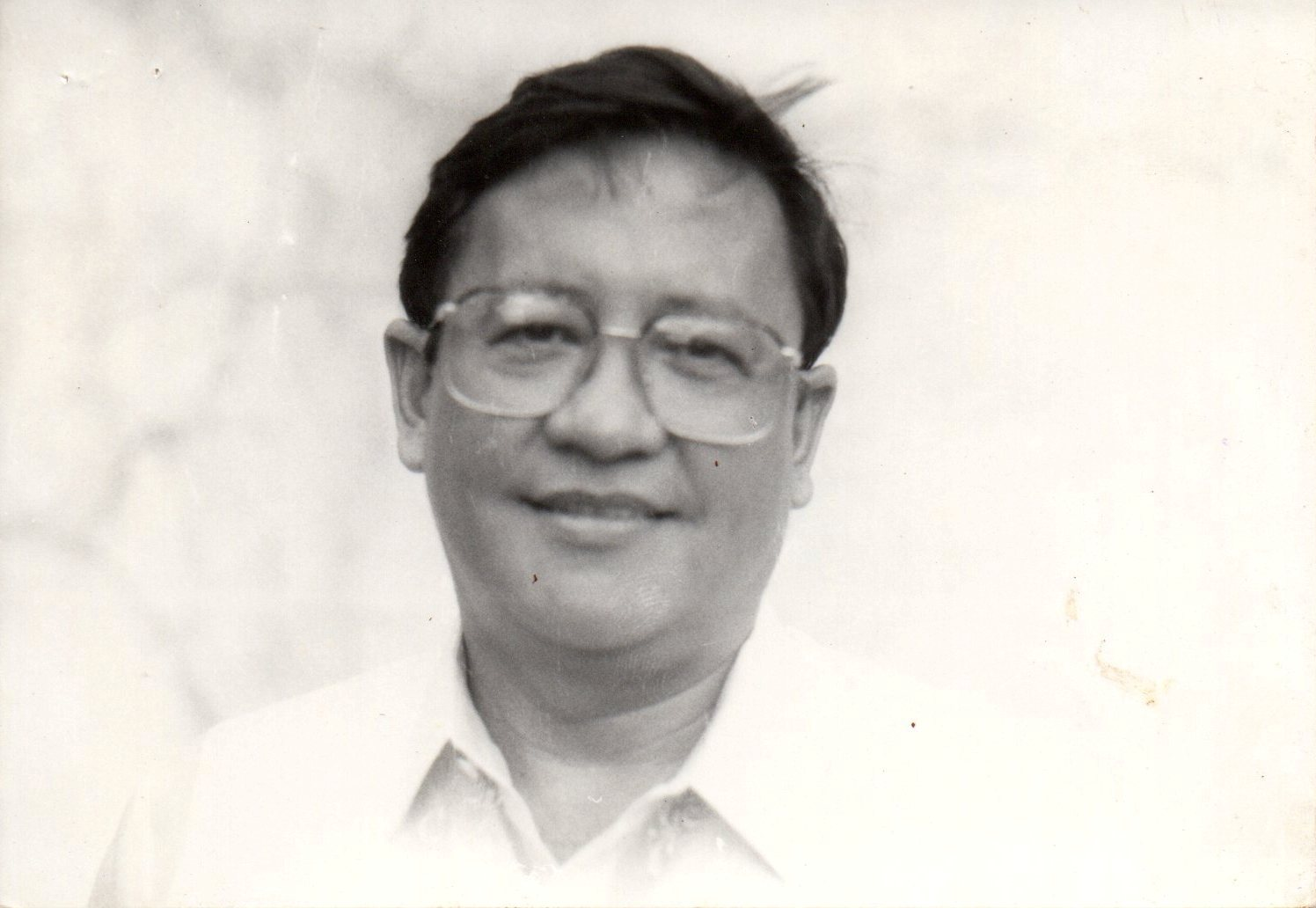
Raul Roco

Raul Roco (Naga, 26 oktober 1941 – Quezon City, 5 augustus 2005) was een Filipijns politicus. Roco was in het verleden lid van de Filipijnse Senaat en minister van onderwijs in het kabinet van Gloria Macapagal-Arroyo. Hij deed zowel in 1998 als in 2004 mee aan de verkiezingen voor president van de Filipijnen als kandidaat van de, door hem in 1997 opgerichte partij, Aksyon Demokratiko. De eerste maal verloor hij van Joseph Estrada en de tweede maal van Gloria Macapagal-Arroyo.
Raul Roco overleed op 5 augustus 2005 in het St. Luke's Medical Center in Quezon City door een hartstilstand als gevolg van de prostaatkanker waaraan hij leed. Hij werd op 11 augustus begraven in zijn geboortestad Naga.
Zijn weduwe, Sonia Roco, deed bij de verkiezingen van 2007, namens de partij van haar man, mee aan de senaatsverkiezingen in een poging de nalatenschap van haar man te continueren. Ze kon echter geen zetel in de senaat bemachtigen.
- Gemeinsame Normdatei: 1252096712
- International Standard Name Identifier: 0000 0004 3350 0044
- Library of Congress Control Number: n2012200810
- Virtual International Authority File: 308180527
- WorldCat: E39PBJfrJ4T7yygTc87BrC6Myd